# St. Martini (Sierße)

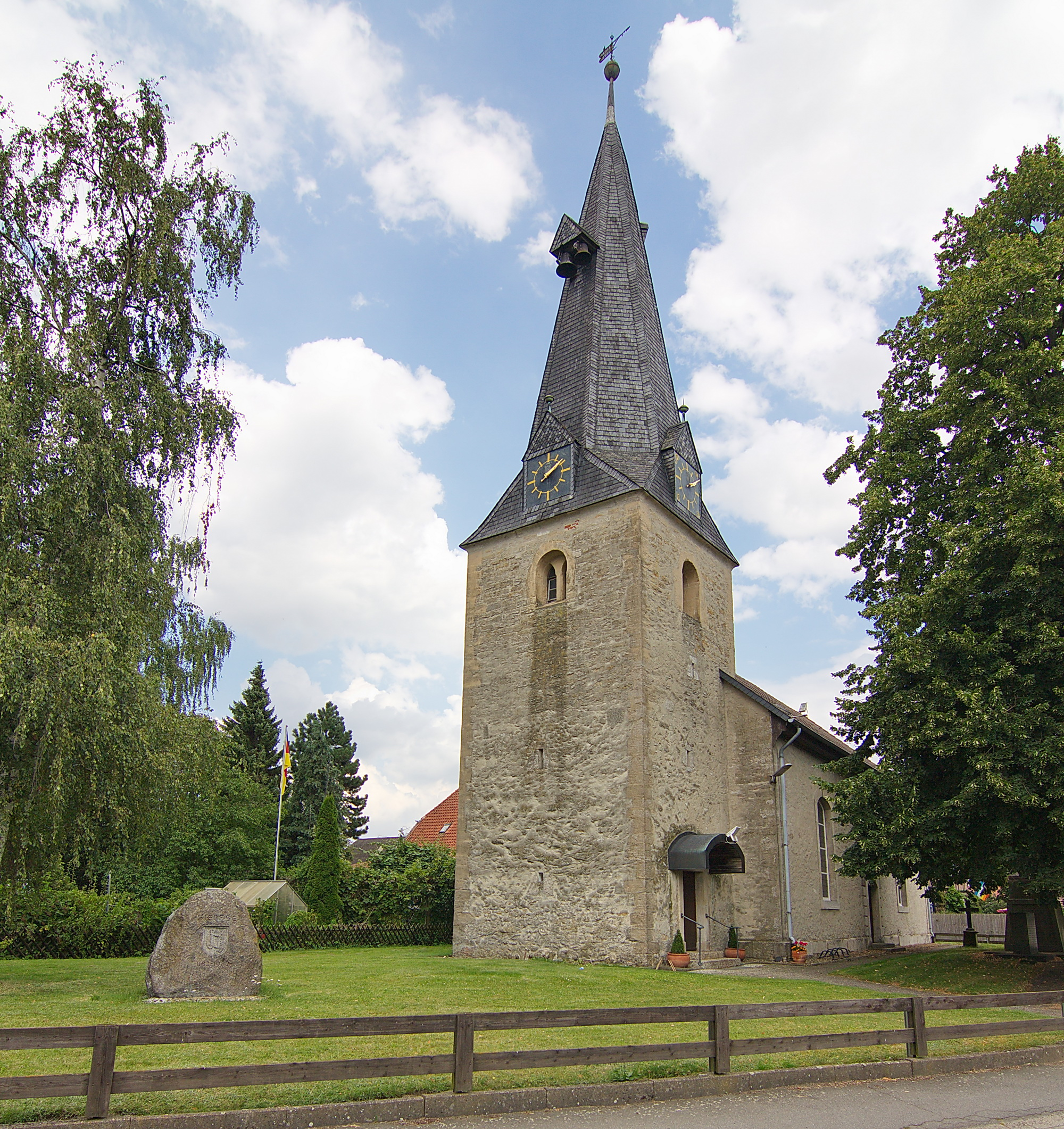
St. Martini

Die evangelisch-lutherische, denkmalgeschützte Kirche St. Martini steht in Sierße, einem Ortsteil der Gemeinde Vechelde im Landkreis Peine in Niedersachsen. Die Kirchengemeinde gehört zu der Propstei Vechelde in der  Evangelisch-Lutherischen Landeskirche in Braunschweig.

## Beschreibung
Der mittelalterliche Kirchturm im Westen der Saalkirche wurde vom Vorgängerbau beibehalten. Das Langhaus aus verputzten Bruchsteinen wurde auf der Gründung des Vorgängerbaus 1782–85 errichtet. Es ist mit einem Satteldach bedeckt, das im Osten abgewalmt ist. Das oberste Geschoss des Kirchturms hat Biforien als Klangarkaden, hinter denen sich der Glockenstuhl befindet. Bedeckt ist der Turm mit einem achtseitigen, schiefergedeckten Helm mit zwei äußeren Schlagglocken. Der mit U-förmigen Emporen ausgestattete Innenraum ist mit einer Flachdecke überspannt, die von Hohlkehlen gerahmt ist.
Zur Kirchenausstattung gehört eine Altar-Kanzel-Wand im Osten. Die Orgel mit 17 Registern, verteilt auf zwei Manuale und ein Pedal, wurde 1890 von P. Furtwängler & Hammer gebaut.